# 华龙一号

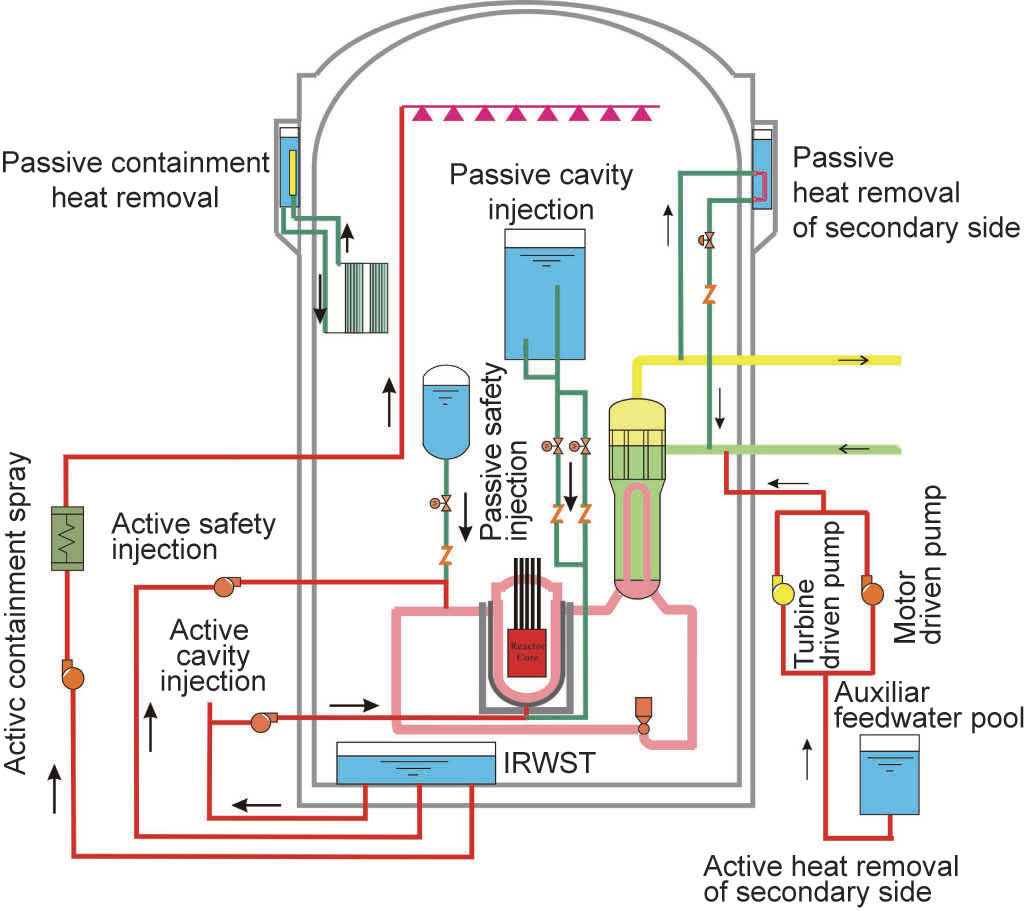
华龙一号的主动和被动冷却系统。
红线 − 主动系统
绿线 − 被动系统
IRWST − 安全壳内置换料水箱

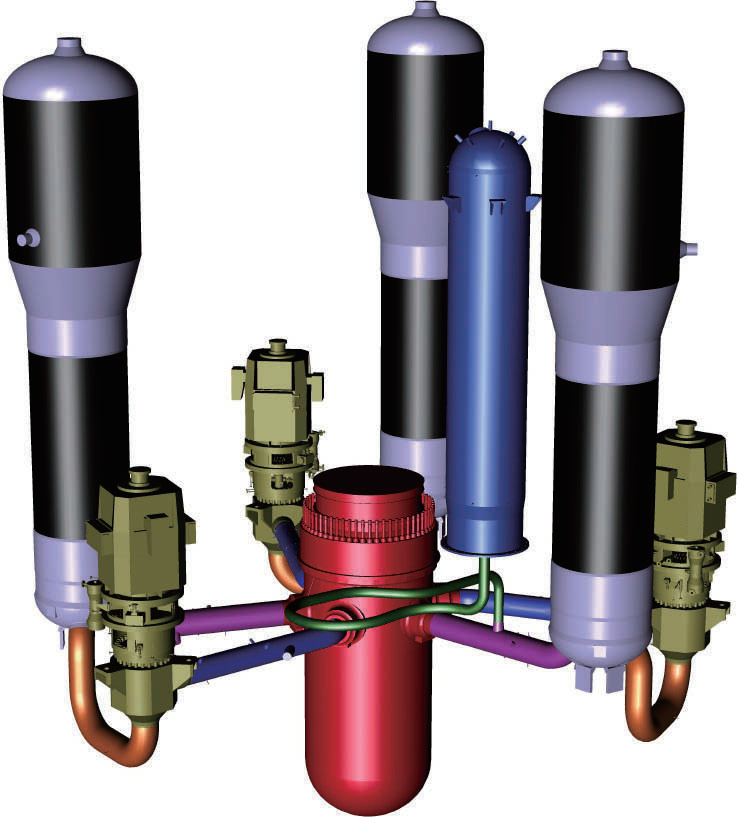
华龙一号的一次冷却剂系统，显示有反应堆压力容器（红色）、蒸汽生成器（紫色）、稳压器（蓝色）和泵（绿色）

华龙一号（代号HPR1000）是中华人民共和国自主知识产权的第三代压水堆核电站技术，由中国核工业集团及中国广核集团联合研发，是两个集团分别研制的ACP1000与ACPR1000+两种三代核电技术融合的结果。“华龙一号”技术方案已被中国部分核电站机组采用，并出口巴基斯坦，亦计划銷往阿根廷和英国等國家。

## 介绍
华龙一号的总设计师为邢继。华龙一号设计寿命为60年，反应堆采用以法國M310機組為基礎研製成的157堆芯(157个燃料组件)重新設計改進而來的177堆芯(177个燃料组件)设计，堆芯規劃每18个月進行换料，电厂可利用率达90%。华龙一号的核心零部件均已实现中国制造，首堆工程的设备材料国产化率超过87%，华龙一号相关设备国产化率已超90%，已经具备批量化建设的能力。而且为推广产品，华龙一号研发设计团队经过中国国内多家国营企业、民营企业通力合作，使卡拉奇核电站2、3号机组国产化率达100%。

## 安全性
华龙一号压水堆采用负反馈系统，当功率增长、温度升高时，负反馈系统会引入负的反应性，自发的降低反应堆反应速率、不会发生功率暴增的情况。而且该压水堆设计有1.3米和1.5米厚的双层混凝土外壳，使得建筑本身可以抵抗里氏九级地震、17级台风，以及大型商用客机的外部撞击。根据世界核电运营者协会（WANO）评价规则，华龙一号两台机组的WANO综合指数均实现满分

## 历史
华龙一号来自中核的ACP1000与中广核的ACPR1000+的融合，二者都衍生于为建设大亚湾核电站从法国引进的M310型反应堆。ACP1000技术为中国核工业集团从1999年开始研制，ACPR1000+为中国广核集团2005年开始研制。
虽然1999年中国国家计划委员会就提议两家集团联合研发，但二者竞争的局面使得自主化技术进展缓慢。2007年中国决定从美国西屋电气公司引进第三代核电技术AP1000，同时成立中国成立第三家核电公司——国家核电技术有限公司作为引进、消化、吸收AP1000的平台。
2013年，两家公司分别研制成功，但国家能源局不批准建设；并以二者合并才可批准项目相要，令其合并。由于融合采用的技术存在利益冲突，多轮讨论后才决定融合后采用的方案：采用中核的177堆芯，采用中广核的三套非能动安全装置，造成中核的技术占多数。虽然品牌双方共有，但是知识产权各自所有，中广核建设“华龙一号”，需要向中核支付技术专利费用。
为了防止二者在国际市场的竞争，国家能源局对二者的市场进行了初步划分：
- 中广核：英国、东欧、东南亚
- 中核：阿根廷、非洲、西亚、南亚

但因需要取决于各国的自愿选择，效果有限。
2014年4月，有报道说，国家能源局禁止在国内大量应用华龙一号技术，只兴建有示范项目。中核在出口巴基斯坦时承诺同时在中国建设该项目，以获得信任。有人认为，不同意兴建是由于国家能源局不满意整合的结果。有专家说，禁止的原因是：如果华龙一号在国内开建并取得不错成绩，那就是对花费几百亿美元引进的消化、吸收AP1000项目政策的一种否定。
2014年8月，华龙一号技术方案在国家评审中获得通过。11月，中国国家能源局决定将原计划采用ACP1000的中核福清5、6号机组和原计划采用ACPR1000+的中广核防城港3、4号机组调整为采用“华龙一号”技术方案，并作为“华龙一号”示范机组。
2015年4月15日，中国国务院常务会议决定核准建设“华龙一号”三代核电技术示范机组。同年5月7日，“华龙一号”全球首堆-福清核电站5号机组开工。
2016年年初，国家能源局，中核集团和中广核共各出资2.5亿元人民币，成立了华龙国际核电技术有限公司，公司旨在全面落实“华龙统一的技术路线，统一的标准，一个华龙、一面旗帜”的要求，体现国家意志，实现国家利益最大化。2017年报道说，福建漳州核电项目规划建设6台AP1000核电机组，技术已变更为华龙一号。
2020年11月初，中国广核集团宣布于2017年8月启动EUR认证的华龙一号已经获得了EUR（英語：European Utility Requirements）认证证书，审评结果表明华龙一号符合要求EUR最新版（E版）要求，其设计满足欧洲最新核电要求。
2020年9月4日，採用华龙一号技術的福清核电站5号机组開始装载燃料。同年11月27日0时41分，福清核电站5号机组首次并网發電成功，同時也是华龙一号全球首堆并网發電成功。2021年1月29日，福清核电5号机组完成168小时满功率连续运行考核，30日正式投入商业运行。
2022年3月5日华龙一号第二台机组中核集团福清核电6号机组正式具备商运条件，至此中核集团华龙一号全面建成投运。
2023年1月10日，中國西部地区首台华龙一号核电机组中广核广西防城港核电站3号机组首次并网成功。
2023年2月17日上午9:30，位于福建漳州的华龙一号首个批量化机组完成外穹顶吊装。

## 使用國家

### 中国
- 福清核电站5、6号机组
- 防城港核电站3、4号机组
- 宁德核电站5、6号机组
- 昌江核电站3、4号机组
- 漳州核电站1、2号机组

### 巴基斯坦
巴基斯坦计划将建造5台华龙一号反应器，其中两个计划是卡拉奇核电站2、3号机组（K-2、K-3），已于2015年开始施工。2020年11月28日，卡拉奇核电工程2号机组（K-2）正式开始装料，该机组进入带核调试阶段。
- 卡拉奇核电站2号机组（K-2）

机组电功率：110万千瓦。2021年5月20日1时15分，2号机组投入商业运行。
- 卡拉奇核电站3号机组（K-3）

机组电功率：110万千瓦。2023年2月2日，3号机组投入商业运行。

### 英国
2017年1月19日，英国核设施监察局开始对华龙一号进行通用设计评估，预计将于2021年完成。 2018年11月15日，第二阶段评估工作完成，正式进入第三阶段。中广核“华龙一号”GDA首席技术官毛庆表示：“英国核设施监察局、EA给予GDA第二阶段工作的评价为‘从初步安全报告的审查结果看，没有发现华龙一号在核安全、环境和核安保方面存在任何根本性缺陷’”。评估过程共有四个阶段，预计总共将持续5年。如果通过，将在布拉德韦尔核电站进行部署。

### 阿根廷
2017年5月17日，中阿双方在人民大会堂签署了关于阿根廷第四座和第五座核电站的总合同，其中就包括了一台华龙一号压水堆核电机组。按合同约定，华龙一号压水堆核电机组将在2020年开始建造。

### 其他
与2018年3月29日，华龙国际董事长邹勇平透露：华龙一号正与捷克、泰国等国洽谈合作，潜在合作国家高达22个。